# 首都各界庆祝中华人民共和国成立30周年大会
首都各界庆祝中华人民共和国成立30周年大会於1979年9月29日在中国首都北京的人民大会堂舉行，中共中央主席、国务院总理、中央军委主席华国锋等党和国家领导人和首都各界人士参加了大会。当年并未举行国庆阅兵和群众游行。
当日，华国锋、叶剑英、邓小平、李先念、陈云、汪东兴等党和国家领导人来到人民大会堂万人大礼堂，华国锋主持大会。随后，中共中央副主席、全国人大常委会委员长、中央军委副主席叶剑英代表中共中央、全国人大常委会、国务院发表了讲话。他回顾了中华人民共和国建国三十年来的历程，深刻批判了林彪、“四人帮”集团所“蓄意制造和推行的极左路线”，初步总结了社会主义革命和建设的基本经验，明确指出要进一步贯彻党的十一届三中全会和五届人大二次会议精神的努力方向，强调在进行四个现代化建设的同时，还要建设高度的社会主义精神文明和高度的社会主义民主。